# Промза
Промза — река в России, протекает по Ульяновской области и Республике Мордовия. Левый приток реки Суры.

## География
Река Промза берёт начало в Кабаевском лесу в Дубёнском районе Мордовии, западнее села Сайнино на высоте около 200 метров над уровнем моря. Течёт на восток по территории Сурского района Ульяновской области. Устье реки находится в посёлке Сурское в 341 км по левому берегу реки Суры на высоте 88 метров над уровнем моря. Длина реки составляет 22 км, площадь водосборного бассейна — 127 км².
В верхнем течении протекает по оврагу высотой 2—3 м. Река протекает по открытым ландшафтам, лишь исток находится на опушке лесного массива. Долина реки шириной 0,5—1 км слабо разработана под нужды сельского хозяйства, в то время как большая площадь бассейна занята обрабатываемыми полями. У посёлка Сурское река имеет ширину около 3 м, глубину 0,3—0,5 м. Грунт илистый, толщина ила до 30 см. Отдельные участки русла открытые, отдельные поросшие ольхой чёрной.

## Данные водного реестра
По данным государственного водного реестра России относится к Верхневолжскому бассейновому округу, водохозяйственный участок реки — Сура от Сурского гидроузла и до устья реки Алатырь, речной подбассейн реки — Сура. Речной бассейн реки — (Верхняя) Волга до Куйбышевского водохранилища (без бассейна Оки).
Код объекта в государственном водном реестре — 08010500312110000037019.